# کامپوتوستو
کامپوتوستو (به ایتالیایی: Campotosto) یک منطقهٔ مسکونی در ایتالیا است که در استان لاکویلا واقع شده‌است.

## خصوصیات
کامپوتوستو ۵۱٫۷۴ کیلومترمربع مساحت و ۵۸۰ نفر جمعیت دارد و ۱٬۴۲۰ متر بالاتر از سطح دریا واقع شده‌است.